# Edmea Pirami
Edmea Pirami coniugata Emiliani (Ascoli Piceno, 27 giugno 1899 – Bologna, 31 dicembre 1978) è stata una pediatra italiana.

## Biografia
Nacque ad Ascoli Piceno da Alberto Pirami e Virginia Amidei e, seguendo le orme delle sorelle, Ester Pirami e Lea, si iscrisse alla facoltà di Medicina e Chirurgia di Bologna per poi specializzarsi in pediatria nel 1927 e in puericultura nel 1933.
Dopo il matrimonio e la nascita di una figlia, lasciò la carriera ospedaliera continuando, tuttavia, ad occuparsi di ragazze madri, donne indigenti e dei loro bambini e fece aprire due ambulatori gratuiti a Bologna. La sua attività umanitaria continuò anche durante la seconda guerra mondiale e, in tali circostanze, Edmea procurò un rifugio a bambini e bambine ebrei. 
Nel dopoguerra, fu la prima donna ad essere eletta nel Consiglio dell'Ordine dei Medici di Bologna.
Tra i vari impegni e le cariche che ricoprì, ricordiamo che fu presidente dell'Associazione Italiana Donne Medico (AIDM) di Bologna e successivamente presidente nazionale nel 1963; fu vicepresidente del Medical Women's International Association (MWIA) per l'Europa meridionale nel 1964; fu tra le fondatrici nel 1949 del Soroptimist Club di Bologna e presidente per due mandati.
Morì a Bologna il 31 dicembre 1978. È sepolta nel cimitero cittadino.

## Riconoscimenti
La città di Bologna le ha intitolato un giardino pubblico, come omaggio postumo, nel quartiere Savena.